# 深川七福神
深川七福神（ふかがわしちふくじん）は、東京都江東区北西部・深川地域の七社寺に祀られている七福神の巡礼札所。
明治末期ごろに始まり親しまれてきたが、戦後一時中断。1970年（昭和45年）に復活した。

## 概要
- エリア：東京都江東区北西部（旧深川区一帯）
- 巡礼距離：約4.5km
- 所要時間：2 - 3時間
- 開帳期間：1月1日 - 1月7日／9:00 - 17:00
- 代表的起終点：門前仲町駅（富岡八幡宮）・森下駅（深川神明宮）
- 専用台紙：色紙1000円
- 御朱印：色紙100円・集印帳500円
- 授与品：福笹1000円・土鈴300円、御守200円

## 深川七福神の一覧
| 寺社         | 七福神   | 宗派       | 福徳     | 所在地                  | 画像 |
| ------------ | -------- | ---------- | -------- | ----------------------- | ---- |
| 富岡八幡宮   | 恵比須神 | 神道       | 愛敬富財 | 東京都江東区富岡1-20-3  |      |
| 冬木弁天堂   | 弁財天   | 古義真言宗 | 芸道富有 | 東京都江東区冬木22-31   |      |
| 心行寺       | 福禄寿   | 浄土宗     | 人望福徳 | 東京都江東区深川2-16-7  |      |
| 円珠院       | 大黒天   | 日蓮宗     | 有福蓄財 | 東京都江東区平野1-13-6  |      |
| 龍光院       | 毘沙門天 | 浄土宗     | 勇気授福 | 東京都江東区三好2-7-5   |      |
| 深川稲荷神社 | 布袋尊   | 神道       | 清廉度量 | 東京都江東区清澄2-12-12 |      |
| 深川神明宮   | 寿老神   | 神道       | 延命長寿 | 東京都江東区森下1-3-17  |      |

## 隣接七福神
- 亀戸七福神 - 江東区北部・亀戸の七社寺
- 下町八福神 - 中央区・台東区の八社